# Евгений (Политис)
Митрополит Евгений (греч. Μητροπολίτης Ευγένιος, в миру Михаи́л Поли́тис, греч. Μιχαήλ Πολίτης; 11 сентября 1952, Ираклион, Крит — 15 сентября 2016, Афины, Греция) — епископ Константинопольской православной церкви; митрополит Иерапитнийский и Ситийский (1994—2016) полуавтономной Критской православной церкви.

## Биография
Родился в 1952 году в Ираклионе на Крите. Его отец был родом из Стамбула и участвовал в Балканских войнах.
Получил педагогическое образование в Ираклионе на Крите. В 1971 году поступил в Высшую педагогическую церковную академию в Фессалониках, по окончании которой получил диплом преподавателя священных дисциплин. С 1973 по 1977 годы учился на богословском факультете Университета Аристотеля в Салониках. В 1978—1980 годах обучался в аспирантуре богословского факультета и одновременно исполнял обязанности научного сотрудника на кафедре канонического права и пастырского богословия. Во время учёбы принимал участие в конференциях в качестве стипендиата Константинопольского Патриархата.
По возвращении на Крит в 1980 году принял монашеский постриг в Георгиевском монастыре и в том же году рукоположен в иеродиакона.
В 1982 году рукоположён в сан в иеромонаха с возведением в сан архимандрита и назначен проповедником Критской архиепископии.
В 1984 году назначен настоятелем в Георгиевском монастыре в Ираклионе, на восстановление которого положил много трудов. Уделял большое внимание работе с молодежью, участвовал в многочисленных конференциях, публиковал статьи в различных изданиях.
14 июня 1994 года был хиротонисан в епископа и назначен на кафедру митрополита Иерапитнийского и Ситийского.
Поддержал протесты и митинги по улучшению медицинского обслуживания в Ласити и принял на себя роль посредника в переговорах местных и общественных организаций с правительством в 2011 и 2012 годах. Также предлагал модернизировать Больницы города Иерапетра и переименовать её в Больницу Южного Крита.
Следуюя призыву патриарха Константинопольского Варфоломея об увеличении числа клириков, имеющих турецкое гражданство, что позволяло бы в будущем участвовать в выборах патриарха Константинопольского, получил паспорт гражданина Турции.
Скончался 15 сентября 2016 года. Отпевание иерарха, которое возглавил архиепископ Ириней (Афанасиадис), состоялось в воскресенье 18 сентября в соборе святого Георгия в городе Иерапетра.